# 함성대군
함성대군(咸城大君)은 조선 익조의 여덟째 아들로, 이름은 이응거(李應巨)이다. 1872년 12월 3일 고종에 의해 대군으로 추봉되었다. 그의 손자 대흥군 이연계는 고려 말 예문관 제학을 지냈으며, 이성계의 조선 건국에 반대하였다 한다.

## 가족 관계
- 조부 : 조선 추존왕 목조대왕(穆祖大王, ? ~ 1274년)
- 조모 : 효공왕후 평창 이씨(孝恭王后 平昌李氏, ? ~ ?)
  - 아버지 : 조선 추존왕 익조대왕(翼祖大王, ? ~ ?)
- 외조부 : 호장 최기열(戶長 崔基烈, ? ~ ?)
- 외조모 : 미상
  - 어머니 : 정숙왕후 등주 최씨 (貞淑王后 登州崔氏, ? ~ ?)
    - 이복형 : 함녕대군 이안 또는 이규수(咸寧大君 李安 또는 李嬀水, ? ~ ?)
    - 이복형 : 함창대군 이장 또는 이복(咸昌大君 李長 또는 李福, ? ~ ?)
    - 형 : 함원대군 이송 (咸原大君 李松, ? ~ ?)
    - 형 : 조선 추존왕 도조대왕 (度祖大王, ? ~ 1342년)
    - 형 : 함천대군 이원 (咸川大君 李源, ? ~ ?)
    - 형 : 함릉대군 이고태 (咸陵大君 李古泰, ? ~ ?)
    - 형 : 함양대군 이전 (咸陽大君 李腆, ? ~ ?)
    - 동생 : 안의공주 (安懿公主, ? ~ ?)
- 부인 : 부부인 청주 한씨 (府夫人 淸州韓氏, ? ~ ?)
  - 장남 : 영원군 이필산(靈源君 李必山, ? ~ ?)
    - 손자 : 고흥군 이원(高興君 李原, ? ~ ?)